# Moritz Wasserstrahl als Stratege
Moritz Wasserstrahl als Stratege ist ein 1915 gedrehtes, kurzes Österreich-ungarisches Filmlustspiel von Joe May mit seinem Schwager Heinrich Eisenbach in der Titelrolle. 

## Handlung
Österreich-Ungarn im Ersten Weltkrieg. Moritz Wasserstrahl hat eine Anstellung als Kommis bei einem Pneumatikhersteller. Sein Boss ist nicht nur nahezu doppelt so groß und breit wie der schmächtige Moritz, sondern er behandelt seine Untergebenen wie ein Sklavenhalter. Auch Moritz wird in unschönster Regelmäßigkeit von ihm geknechtet und kujoniert. Moritz’ Rettung erscheint in Form einer Einberufung zu einem Dragonerregiment. Dort wird er abgestellt, sich um die Militärpferde der Reitschule zu kümmern. Bedauerlicherweise besitzt Moritz überhaupt keine Kenntnisse über Rösser, ja er steigt sogar einmal verkehrt herum auf einen Pferderücken und beharrt dann auch noch darauf, dass er schon richtig säße nur leider das Pferd falsch herum stehe. Als er sich auf dem Sattel hin und her bewegt, um doch noch die richtige Sitzposition zu erreichen, rutscht er prompt herunter. Nach diesem Reinfall versetzt man Moritz kurzerhand zur Infanterie, wo man hofft, er könne keinen Schaden mehr anrichten.
Doch hier gerät Gefreiter Wasserstrahl vom Regen in die Traufe, denn ausgerechnet dorthin wurde sein behäbiger, fieser, einstiger Chef eingezogen und dient als Landsturm-Infanterist. Moritz freut sich jedoch klammheimlich, dass nunmehr auch sein früherer Vorgesetzter ordentlich schwitzen muss, und ist noch begeisterter, als man ihm sagt, er sollen „den Dicken“ beim Exerzieren richtig rannehmen. Der Spaß hat ein jähes Ende, als man Wasserstrahl, mittlerweile zum Korporal befördert, an die Ostfront beordert. In einem Feldpostbrief an seine alte Mutter daheim erzählt Moritz auch von den tragischen Momenten eines soldatischen Frontdaseins. Während eines Patrouillengangs gelingt es dem eigentlich sehr unsoldatischen Moritz, einen feindlichen Regimentsstab und eine gesamte Kompanie Kosaken gefangen zu nehmen. Für diese Meisterleistung wird Stratege Moritz Wasserstrahl prompt mit einem Orden ausgezeichnet. Voller Stolz berichtet der Held wider Willen davon in einem Brief an die sich sorgende Mutter.

## Produktionsnotizen
Moritz Wasserstrahl als Stratege, mancherorts auch unter dem Zweittitel Aus Moritz Wasserstrahls Soldatenzeit vertrieben, war eines von zwei wenig ambitionierten Lustspielen, die der mittlerweile in Berlin fest verankerte gebürtige Wiener Regisseur Joe May im Herbst 1915 während einer Stippvisite in seiner Geburtsstadt Wien mit seinem Schwager Heinrich Eisenbach als kleine Fingerübung inszenierte. Der andere Film hieß Charly, der Wunderaffe. Mays Name als Regisseur dieses hier beschriebenen Films wird nur sehr selten genannt. 
Moritz Wasserstrahl als Stratege wurde erstmals Anfang November 1915 im Rahmen einer Separatvorführung einem Publikum vorgestellt. In Ungarn lief der gut halbstündige Zweiakter am 3. Jänner 1916 an, die offizielle Wiener Premiere war am 24. März desselben Jahres. Die Länge des Films betrug zwischen 600 und 650 Meter.

## Kritiken
Die Kinematographische Rundschau befand: „Heinrich Eisenbachs Leistung ist sowohl in den humoristischen als auch in den dramatischen Szenen voll überwältigender Wirkung“.
Das Neue Wiener Journal versprach, „in dem Lustspiel „Moritz Wasserstrahl“ weiß Eisenbach das Publikum zu Lachstürmen zu zwingen.“